# Sarlat rugby
Sarlat rugby är en fransk rugbyklubb, grundad 1903, baserad i Sarlat-la-Canéda. Från 2020 kallas det första laget Sarlat-rugby.
Det utvecklas under 2020-2021 i Federal 2-mästerskapet.